# モンテベッロ・スル・サングロ
モンテベッロ・スル・サングロ（イタリア語: Montebello sul Sangro）は、イタリア共和国アブルッツォ州キエーティ県にある、人口約100人の基礎自治体（コムーネ）。

## 地理

### 位置・広がり

#### 隣接コムーネ
隣接するコムーネは以下の通り。
- チヴィタルパレッラ
- モンテラピアーノ
- ペンナドーモ
- ヴィッラ・サンタ・マリーア